# Våben
 For alternative betydninger, se Våben (flertydig). (Se også artikler, som begynder med Våben)
Et våben er et redskab eller enhed, der kan bruges til at afskrække, true, påføre fysisk skade, eller dræbe. Våben bruges til at øge effektiviteten af aktiviteter såsom jagt, kriminalitet, politiets håndhævelse af lov og orden, selvforsvar, krigsførelse eller selvmord. I en bredere sammenhæng kan våben fortolkes til at omfatte alt, der bruges til at opnå en taktisk, strategisk, materiel eller mental fordel i forhold til en modstander eller et fjendtligt mål.
Mens almindelige genstande – pinde, sten, flasker, stole, køretøjer – kan anvendes som våben, er mange genstande specifikt udviklet til formålet; disse spænder fra simple redskaber såsom køller, økser og sværd til komplicerede moderne skydevåben, kampfly, tanks, atomvåben, interkontinentale ballistiske missiler  og cybervåben. Genstande eller systemer, som eksempelvis kemiske forbindelser og biologisk materiale kan bearbejdes til at udgøre kemiske våben eller biologiske våben. 